# Bernd Schiphorst

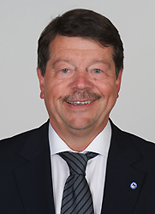
Bernd Schiphorst (2012)

Bernd Schiphorst (* 29. Januar 1943 in Oldenburg (Oldenburg)) ist ein deutscher Medien-Manager.

## Ausbildung und Beruf
Schiphorst legte sein Abitur auf dem Alten Gymnasium Oldenburg ab, danach absolvierte er von 1962 bis 1964 ein Redaktionsvolontariat bei der Nordwest-Zeitung in Oldenburg. Er spielte Basketball beim Oldenburger TB und war in dem Verein zeitweise Leiter der Basketballabteilung. Später studierte er Volkswirtschaftslehre, Politikwissenschaft und Publizistik an der Freien Universität Berlin. 1970 begann er seine berufliche Laufbahn als Chefredakteur und Mitglied der Geschäftsleitung des märkte & medien Verlags in Hamburg.
Ab 1979 war er über 20 Jahre in führenden Positionen für die Bertelsmann AG tätig, zunächst bei der Bertelsmann-Tochter Gruner+Jahr, wo er Leiter des Vorstandsbüros und Pressesprecher sowie Leiter der Stabsabteilung Neue Medien beim Vorstandsvorsitzenden war. Ab 1984 war er maßgeblich an der Privatisierung des Rundfunks in Deutschland beteiligt. Elf Jahre war er Vorsitzender der Geschäftsführung der Ufa Film- und Fernseh-GmbH in Hamburg, unter deren Dach Bertelsmann die TV-, Film- und Radiobeteiligungen bündelte. Dazu gehörten u. a. die Fernsehsender RTL, RTL II, VOX und Premiere, die Ufa-Produktionsgesellschaften in Berlin-Babelsberg sowie Antenne Bayern, Radio Hamburg, Klassik Radio und Radio NRW. Gleichzeitig war Schiphorst Mitglied des Vorstandes Elektronische Medien der Bertelsmann AG. 1988 gelang ihm der Abschluss von Fernsehverträgen mit der Fußball-Bundesliga und dem Tennisturnier in Wimbledon. 1993 übernahm er kurzzeitig die Geschäftsführung von VOX, nachdem der Sender in Schwierigkeiten geraten war.
Mit dem Aufkommen des Internets wurde Schiphorst 1995 Präsident und CEO von AOL Europe, einem Joint Venture von America Online und Bertelsmann. Ab 1996 hatte er das Amt als Präsident und CEO von Bertelsmann New Media inne und war gleichzeitig Mitglied des Vorstandes Bertelsmann Multimedia. Von 1990 bis 1999 gehörte er dem Plenum der Handelskammer Hamburg an und war ab 1993 auch Vorsitzender des Ausschusses für Medienwirtschaft.
Im Jahr 2000 verließ Schiphorst Bertelsmann und übernahm die Aufgabe des Medienbeauftragten der Länder Berlin und Brandenburg.
Im Jahr 2003 hatte er einen kurzen Auftritt als Medienbeauftragter im Berliner Tatort: Die Liebe und ihr Preis.
Ab September 2000 war Schiphorst außerdem acht Jahre Präsident des Fußball-Bundesligisten Hertha BSC, von Mai 2008 bis Mai 2022 war er dessen Aufsichtsratsvorsitzender. Seither leitet er auch die von ihm im Jahr 2002 gegründete Hertha BSC Stiftung. Von Februar 2003 bis Dezember 2010 war Schiphorst im Vorstand der WMP Eurocom AG. Von Juli 2004 bis Juli 2006 war er ehrenamtlicher Vorsitzender des Berliner Büros des OK FIFA Fußball-Weltmeisterschaft 2006. Bis 2024 war er Aufsichtsratsvorsitzender des media.net Berlin-Brandenburg, seither dessen Ehrenpräsident. Zwei Jahrzehnte war er auch Vorsitzender des Kuratoriums des FilmFestivals Cottbus.
2024 wurde er mit dem Verdienstorden des Landes Berlin ausgezeichnet.